# Ucieczka do nieba

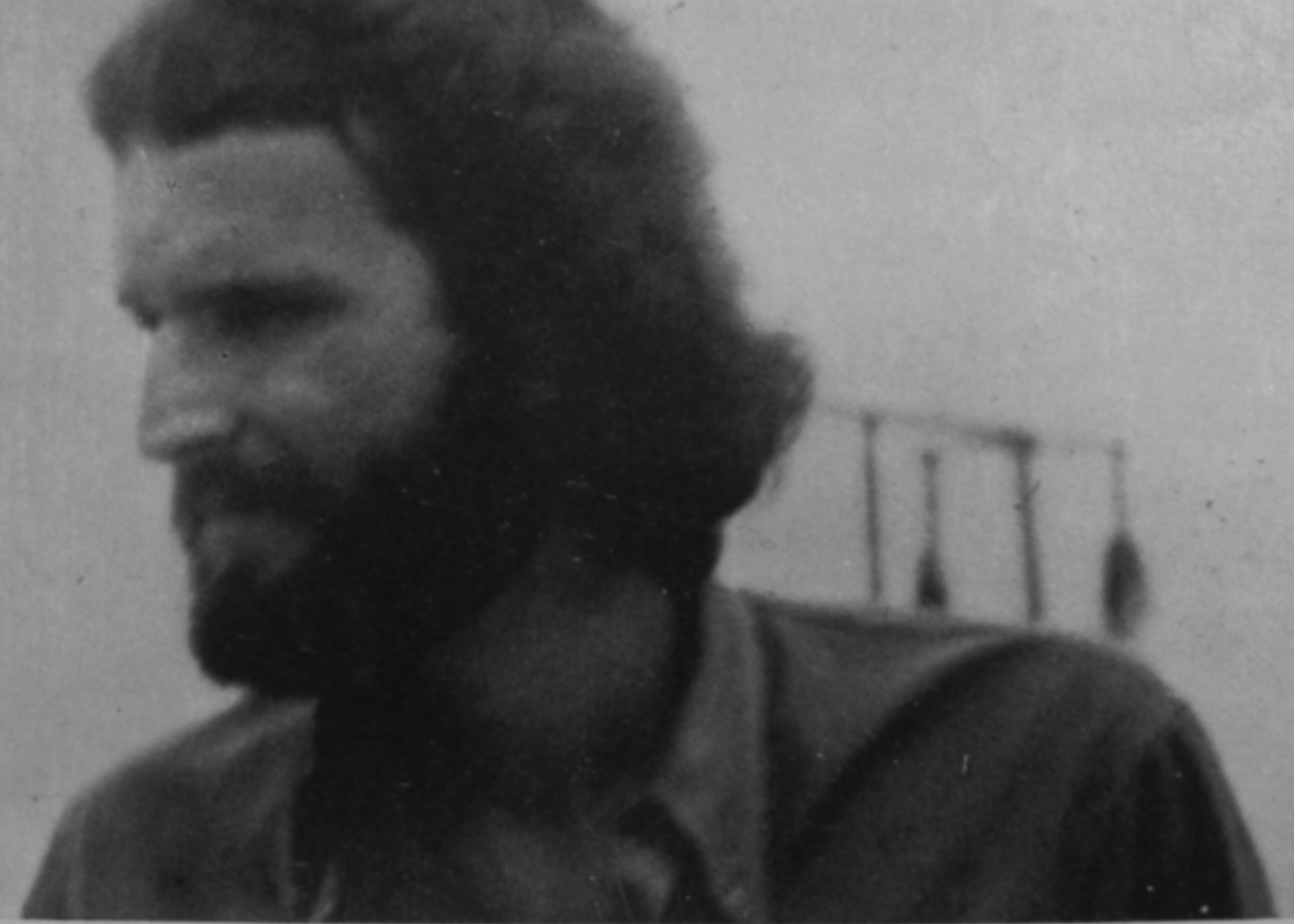
Jan Komolka przed 1981 rokiem

Ucieczka do nieba – powieść autorstwa Jana Komolki nagrodzona w konkursie wydawnictwa „Czytelnik” na najlepszy debiut powieściowy. Ukazała się w roku 1980, opublikowana przez Państwowy Instytut Wydawniczy. Rok później została wyróżniona Nagrodą Fundacji im. Kościelskich.
Jan Komolka tak pisze w nocie na okładce swojej książki: „…życie mam ciekawe, lecz życiorys beznadziejnie nudny (oprócz daty urodzenia 19.6.1947 w Poznaniu). Lepiej więc życiorys książki: pisałem w 1972 i 73 r. Potem I nagroda w Konkursie na debiut powieściowy wydawnictwa Czytelnik. Wydawnictwo rezygnuje z wydania (bo nie zgodziłem się na tzw. uwagi redakcyjne dla mojego dobra). Fragment zdążył się ukazać w «Studencie», a potem w I nr «Zapisu». Wydanie w PIW 1980 (grudzień). Nagroda Kościelskich 1981”.

## Treść i forma
Ucieczkę do nieba można uznać za przykład powieści środowiskowej, a Piotr Śliwiński pisał, iż można ją nawet czytać jak sensacyjny reportaż. Akcja toczy się w domu poprawczym, gdzie upadku moralnego doznają nie tylko zdeprawowani już w momencie przybycia do placówki pensjonariusze, ale co gorsza ich wychowawcy. Przemoc fizyczna i psychiczna, słowne ubliżanie i nieustanne upokarzanie są  czymś na porządku dziennym.
Książka składa się z dwóch części, spiętych niejako klamrą w postaci opisu krwawego uboju świni. Część pierwsza przedstawia dzień przybycia do zakładu poprawczego Janka Plewy - „gwałciciela”. Dzięki wplecionym w trzeciosobową narrację „retrospekcjom” dowiadujemy się, iż piętnastoletni chłopak w całej tej historii jest jedynie „ofiarą” źle pojmowanej przyjaźni dla jednego z gitowców, a przede wszystkim wadliwego systemu.
Druga część to monolog wychowawcy Kulawego (prowadzącego w poprawczaku warsztaty teatralne), który swoją opowieść kieruje najprawdopodobniej do nowego pracownika ośrodka. Snuje rozważania na temat panującej w zakładzie „ideologii” oraz wspomina dzień nieudanej próby ucieczki Janka Plewy, na skutek której bohater przeistoczył się w „donosiciela pozbawionego marzeń o wolności”, bo znajdując się w sytuacji bez wyjścia, musiał ulec silniejszemu. A jedyną drogą do uwolnienia się z tego wypaczonego świata jest tytułowa „ucieczka do nieba”, czyli… śmierć. Z ostatnich stron powieści dowiadujemy się bowiem, że część wychowanków w tym właśnie dniu zginęła w wypadku z udziałem ciężarówki. Kucharka w poprawczaku nie wiedząc zaś, co się stało, pyta: „Co, znowu uciekli?” Janek Plewa jej odpowiada: „Tak, uciekli do nieba”.
O powieści tak pisał w jednej z recenzji Andrzej Franaszek: „Życie wychowanków zakładu wypełnia bicie. Regularne maltretowanie przez wychowawców, ale też bicie siebie nawzajem. Między « skrzywdzonymi i poniżonymi » nie pojawia się żadna solidarność, żadne współczucie. Ekstremalna sytuacja wyzwala tylko okrucieństwo, pozwala odkryć przyjemność, jaką sprawia zadawanie bólu”.

## Problematyka
Powieść Jana Komolki posługuje się dziecięcym bohaterem, by pokazać zło świata, w którym rządzi przemoc, gdzie słabszy jest przymuszony do kolaboracji z tymi, którzy reprezentują aparat władzy. Ucieczka do nieba to nie tylko studium psychologiczne, ukazujące człowieczą degrengoladę, ale także rodzaj politycznej metafory, gdzie zakład poprawczy to Polska Ludowa, a wychowawcy to doktrynerzy i stróże społecznego porządku.

## Na tle epoki
Ucieczka do nieba to jeden z najbardziej znamiennych debiutów lat siedemdziesiątych, a także przykład prozy nawiązującej do programu Nowej Fali, gdzie postulatami były opisy rzeczywistości i kontakt z codziennością, a także „odnowienie” języka i zwrócenie się ku tematom społecznym, gdzie nie brak krytycznego nastawienia wobec rzeczywistości. Utwór ten przynależy też do jednego z kręgów prozy fabularnej „Zapisu”, którego sposób przedstawiania świata miał opierać się przede wszystkim na faktografii.